# Галапагоска акула
Галапагоската акула (Carcharhinus galapagensis) е вид акула от семейство Сиви акули.

## Разпространение
Видът е разпространен в Атлантическия океан, край Бермудските острови, Вирджинските острови, Мадейра, Кабо Верде, остров Възнесение, Света Елена и остров Сао Томе. Среща се също така в Индийския океан, от южната част на Мадагаскар и в Тихия океан около Мариански острови, Маршалски острови, островите на Кермадек, Тупаи, архипелага Туамоту, Хавайските острови, Галапагоски острови, остров Кокос, Revillagigedo, остров Клипертон и Malpelo. Видът е забелязван и в континенталните води около Иберийския полуостров Долна Калифорния, Гватемала, Колумбия, и източната част на Австралия.

## Описание
На дължина достига до 3,7 m.